# الدولة المهربانية
الدولة المهرَبانيَّة أو المهرَبانيَّون هي سلالة مسلمة حكمت بِلاد سيستان (أو ولاية نمروز الأفغانية) من عام 1236 حتى 1537. كانت ثالث سلالة مسلمة أصلية من سيستان بعد أن سبقتها السلالات الصفارية والنصرية.

## ملخص
معظم ما هو معروف عن المهربانيون يأتي من مصدرين تم الانتهاء من الأول ، تاريخي سيستان ، في منتصف القرن الرابع عشر من قبل عالم زمني غير معروف ويغطي المائة عام الأولى من تاريخ السلالة. الآخر ، إحياء الملوك، كتبه مالك شاه حسين بن مالك غياث الدين محمد في القرن السابع عشر ويغطي التاريخ الكامل لحكم المهربانيون لسيستان.
استخدم المحرابون لقب مالك أثناء حكمهم لسيستان. يمكن للمالك أن يرث العرش أو أن يعينه النبلاء والقادة العسكريون. كانت عاصمتهم بشكل عام مدينة شهر سيستان وحالياً تدعى زرنج، أما خارج العاصمة فكثيراً ما يواجه المهربانيون مشاكل في تأكيد سلطتهم على المدن الخارجية للمقاطعة وكان عليهم في بعض الأحيان اللجوء إلى القوة من أجل مواجهة التمردات والثورات على حكمها. غالبًا ما أعطى المالك (لقب الحاكم محلياً) السيطرة على هذه المدن إلى المهربانيين الآخرين، وفي بعض الأحيان تمكن المهربانيون من بسط نفوذهم خارج سيستان، كما حدث عندما تم غزو أجزاء من قوهستان في أواخر القرن الثالث عشر.

## إمارة تابعة للإلخانيَّة
كان المهربانيون في كثير من الأحيان تابعين لجيرانهم الأقوياء. حيث تولى المهربانيون السيطرة على سيستان في أعقاب إخضاعها من قبل المغول وذلك بعد تأسيس الدولة الإلخانية من قبل هولاكو خان في عام 1256 حيث اعترف المالك بالإيلخانات كسيادة لهم. وبسبب المسافة بين سيستان والعاصمة للمهرابانيون حصلوا على درجة عالية من الحكم الذاتي. خلال هذا الوقت قاتلوا بشكل متقطع ضد ملوك الكارتيون الطاجيك في هرات الذين كانوا أيضاً تابعين للإلخانيين واستبدلوهم في شرق بلاد فارس.
بحلول عام 1289 غزت الدولة المهربانيَّة قاهيستان بالكامل وأعطاها ناصر الدين محمد لابنه شمس الدين علي ويحكمها.  بعد انهيار الدولة الإلخانية في منتصف القرن الرابع عشر، استقل المهربانيون لما يقرب من نصف قرن. انتهى هذا الاستقلال من قبل تيمور ، الذي غزا سيستان عام 1383 وتسبب في دمار واسع النطاق للمقاطعة. من الآن فصاعدًا ، كان المهربانيون تابعين التيموريين حتى الإطاحة الأخيرة من قبل الشيبانيون في العقد الأول من القرن السادس عشر. قرر آخر مالك من الأسرة الحاكمة الاعتراف بسلطة الصفويين ، وفي النهاية سلم السيطرة على سيستان وإنهاء حكم المهرابيون للمنطقة.
كان كل من المهربانيون وعامة سكان سيستان من المسلمين السنة. في أوائل القرن السادس عشر ، أصبح مالك سلطان محمود تابعًا للصفويين ونتيجة لذلك تم إدخال ممارسات دينية شيعية معينة مثل الأذان الشيعي للصلاة. كان هذا الانتقال مكروهًا من قبل العديد من سكان سيستان. 

## مالك مهربان
- شمس الدين علي بن مسعود (1236-1255)
- ناصر الدين محمد (1261–1318)
- نصرت الدين محمد (1318-1330)
- قطب الدين محمد (1330-1346)
- تاج الدين بن قطب الدين (1346-1350)
- جلال الدين محمود (1350–1352)
- عز الدين بن ركن الدين محمود (1352–1380)
- قطب الدين بن عز الدين (1380–1383)
- تاج الدين شاه شاهان أبو الفتح (1383-1403)
- قطب الدين محمد بن شمس الدين شاه علي (1403-1419)
- شمس الدين علي بن قطب الدين (1419-1438 / 9)
- نظام الدين يحيى (1438 / 9-1480)
- شمس الدين محمد (1480 - 1495)
- السلطان محمود بن نظام الدين يحيى (1495 - 1537)

## ملحوظات
1. ↑  Farhad Daftary, A Short History of the Ismailis: Traditions of a Muslim Community, (Edinburgh University Press, 1998), 163.
2. ↑  Farhad Daftary, The Isma'ilis: Their History and Doctrines, (Cambridge University Press, 2007), 411.
3. ↑  C.E. Bosworth, The History of the Saffarids of Sistan and the Maliks of Nimruz (247/861 to 949/1542-3), (Mazda Publishers, 1994), 475-6.